# Jesen
Jesén je eden od štirih letnih časov. Astronomska jesen se prične okoli 23. septembra (enakonočje) in traja do začetka zime 21. decembra. Meteorološka jesen pa obsega mesece september, oktober in november. 
Zemljina vrtilna os je glede na ekliptiko, ravnino v kateri kroži okrog Sonca, nagnjena za kot 23,439°. Zaradi tega je Sonce čez leto navidezno različno visoko na nebu. Spomladi 21. marca in jeseni 22. septembra je ob poldnevu (v svojem nadglavišču (zenitu) enako visoko na nebu in leži v ravnini nebesnega ekvatorja; tema dvema trenutkoma, ko Sonce prečka nebesni ekvator, rečemo spomladansko in jesensko enakonočje ali ekvinokcij. 